# Wackett Reef
Wackett Reef är ett rev på Stora barriärrevet i Australien.   Det ligger 170 km nordost om Mackay i delstaten Queensland.